# Onychogomphus lefebvrii
Onychogomphus lefebvrii – gatunek ważki z rodziny gadziogłówkowatych (Gomphidae).